# Take the Crown (Robbie Williams)
Take the Crown è il nono album studio pubblicato dal cantautore britannico Robbie Williams il 2 novembre 2012

## Descrizione
Questo album è uscito a tre anni di distanza da Reality Killed the Video Star, album di Robbie Williams del 2009.
L'album è uscito il 5 novembre 2012 nel Regno Unito, prodotto dalla Island Records ed è stato preceduto dal primo singolo Candy, una canzone scritta insieme a Gary Barlow. La versione deluxe dell'album contiene anche la versione originale demo dei Take That di Eight Letters, interamente eseguita da Robbie Williams. Questo è il suo primo album da solista dopo quasi tre anni dal suo ritorno con i Take That nel 2010.

## Accoglienza
Tom Hocknell di BBC Music scrisse una recensione positiva di Take the Crown: «La presenza del produttore Jacknife Lee dimostra che i tentativi di Robbie di sostituire Guy Chambers e Steve Power si sono placati virando in una direzione interessante». Hocknell lodò «All That I Want e l'ipnotica Hunting for You, mentre Into the Silence ricorda l'epoca di The Joshua Tree degli U2. Nell'album il cantante "suona in troppi punti fin troppo serio"». Andy Gill di The Independent sostenne che l'album era «forgiato con maestria, Williams e il produttore Jacknife Lee impastano le mani in una gamma di stili diversi». Gill sostenne che ricordava gli U2 (Into the Silence e Hunting for You), Plastic Bertrand (Hey Wow Yeah Yeah) e i Bee Gees per quanto riguarda la scrittura dei brani.
Alexis Petridis di The Guardian scrisse: «Per le mani un album che, se pubblicato in seguito a Intensive Care del 2005, sarebbe stato senz'altro il grande successo auspicato da Williams». Neil McCormick di The Daily Telegraph scrisse che l'album è «farcito di canzoni pop rock belle cariche che suonano come inni, ma i sintetizzatori da stadio e il mix di chitarre lo tengono ben lontano dal pop da classifica di oggigiorno, mentre uno dei temi ricorrenti è il rimpianto per i comportamenti passati». McCormick scrisse che si trattava di un disco «più di rock epico che di pop da parco-giochi» aggiungendo: «Robbie Williams non ha più sotto controllo i gusti pop della nazione, quel che resta è un intrattenitore intelligente e arrivato che canta per i suoi fan più fedeli».
L'italiano Rockol definì il sound del disco «pop epico un po' spruzzato di rock» e ancora «tutto quello che c’è in mezzo tra il pop-new wave anni ’80 di All that I Want e ballate come Losers», lo definì un disco piacevole con del pop di ottima fattura ma criticò la copertina del disco e il primo brano, Be a Boy, sostenendo: «Non siamo sicuri che questi siano gli strumenti per prendersi una corona del pop».

## Tracce
1. Be a Boy – 4:39 (Robbie Williams, Tim Metcalfe, Flynn Francis)
2. Gospel – 4:26 (Robbie Williams, Tim Metcalfe, Flynn Francis, Jacknife Lee)
3. Candy – 3:20 (Robbie Williams, Gary Barlow, Terje Olsen)
4. Different – 4:52 (Robbie Williams, Gary Barlow, Jacknife Lee)
5. Shit on the Radio – 2:53 (Robbie Williams, Tim Metcalfe, Flynn Francis, Jacknife Lee)
6. All That I Want – 3:30 (Robbie Williams, Tim Metcalfe, Flynn Francis)
7. Hunting for You – 3:58 (Robbie Williams, Tim Metcalfe, Flynn Francis, Jacknife Lee)
8. Into the Silence – 4:48 (Robbie Williams, Tim Metcalfe, Flynn Francis)
9. Hey Wow Yeah Yeah – 2:52 (Robbie Williams, Boots Ottestad)
10. Not Like the Others – 4:15 (Robbie Williams, Tim Metcalfe, Flynn Francis)
11. Losers (feat. Lissie) – 4:08 (Barbara Gruska, Ethan Gruska)

Durata totale: 43:41

### Deluxe Edition bonus tracks
1. Reverse – 3:56 (Robbie Williams, Tim Metcalfe, Flynn Francis)
2. Eight Letters (Demo Version) – 4:45 (Gary Barlow, Howard Donald, Jason Orange, Mark Owen, Robbie Williams, Midge Ure, Chris Cross, Warren Cann, Billy Currie)

### Deluxe Edition bonus DVD
1. Making the Album - It's Not Like the Others (Behind the Scenes) – 4:30
2. The Candyman Day 1 (Behind the Scenes) – 3:52
3. The Candyman Day 2 (Behind the Scenes) – 4:29

## Classifiche
| Classifica (2012) | Posizione massima |
| ----------------- | ----------------- |
| Australia         | 4                 |
| Austria           | 1                 |
| Belgio (Fiandre)  | 8                 |
| Belgio (Vallonia) | 9                 |
| Danimarca         | 3                 |
| Finlandia         | 13                |
| Francia           | 9                 |
| Germania          | 1                 |
| Italia            | 2                 |
| Irlanda           | 1                 |
| Norvegia          | 5                 |
| Nuova Zelanda     | 12                |
| Paesi Bassi       | 1                 |
| Regno Unito       | 1                 |
| Repubblica Ceca   | 6                 |
| Spagna            | 9                 |
| Svezia            | 7                 |
| Svizzera          | 1                 |
| Ungheria          | 16                |

### Classifiche di fine anno
| Classifica (2012) | Posizione |
| ----------------- | --------- |
| Austria           | 30        |
| Belgio (Vallonia) | 76        |
| Germania          | 16        |
| Italia            | 39        |
| Paesi Bassi       | 16        |
| Regno Unito       | 13        |
| Svizzera          | 47        |
| Ungheria          | 65        |
| Classifica (2013) | Posizione |
| Austria           | 48        |
| Svizzera          | 86        |